# Concha (Guadalajara)
Concha es una localidad española del municipio guadalajareño de Tartanedo, en la comunidad autónoma de Castilla-La Mancha. 

## Geografía
Está a una altitud de unos 1205 m sobre el nivel del mar. El clima de la zona es mediterráneo continentalizado, con inviernos muy fríos con fuertes heladas y veranos templados.
La zona de monte es de sabinares y enebrales, escambronales y aliagares. El sabinar se encuentra en expansión debido a la poca presión del ganado lanar y al abandono de las fincas pequeñas y poco rentable.[cita requerida]
Varios kilómetros al suroeste de la localidad se encuentra el monte Aragoncillo (1518 m s. n. m.),  incluido en el lugar de importancia comunitaria y zona de especial protección para las aves de las Parameras de Maranchón, Hoz de Mesa y Aragoncillo, cuya ladera está poblada de rebollares y jarales que cubren casi totalmente la zona. También cerca, hacia el noreste y el este se extiende el LIC y ZEPA de las lagunas y parameras del Señorío de Molina

## Historia
Hacia mediados del siglo XIX, la localidad, por entonces con ayuntamiento propio, contaba con una población de 165 habitantes. Aparece descrita en el sexto volumen del Diccionario geográfico-estadístico-histórico de España y sus posesiones de Ultramar de Pascual Madoz de la siguiente manera:

CONCHA vulgo COLCHA: l. con ayunt. en la prov. de Guadalajara (19 leg.), part. jud. de Molina (3 1/2), aud. terr. de Madrid (28), c. g. de Castilla la Nueva, dióc. de Sigüenza (9): sit. al pie de un cerro, llamado San Cristobal; su clima es sano aunque frio: tiene 86 casas: la de ayunt., con sala de sesiones, granero para el pósito, cárcel y carniceria; escuela de instruccion primaria concurrida por unos 50 alumnos de ambos sexos á cargo de un maestro, sacristan y secretarlo de ayunt., dotado con unas 40 fan. de trigo y 320 rs. por todos conceptos; una posada pública perteneciente á los propios y una igl. parr. (San Juan Bautista) matriz de la de Anchuela del Campo, servida por un cura de provision real y ordinaria en concurso; el edificio, construido en 1670 á espensas del Illmo. Sr. D. Bartolomé Ricova, ob. de Sigúenza y antes cura de Concha, es de sólida construccion, de piedra sillería, y en su torre se encuentra el reloj público; fuera de la pobl. e inmediato á las casas, hay un pozo de buen agua, que provee al vecindario para beber y demas usos domésticos: confina el térm. N. Amayas y Labros; E. Hinojosa y Tartanedo; S. Pardos, y O. Estables; dentro de él se encuentran varios manantiales, las ermitas de la Asuncion, San Roque y la Soledad, y los desp. de Campo de la Torre y Chilluentes, conservándose en el último la igl. que fué su parr., dedicada á San Vicente; contiguo á ella un lienzo de una ant. y fuerte torre, y en varias direcciones, restos de edificios: el terreno es quebrado y pedregoso, todo de secano, con algunos trozos poblados de sabinas de mala calidad, y otras matas bajas, y una deh. con arbolado de roble, encina, enebros y sabinas: hay canteras de jaspe encarnado y amarillo y de pedernal de la mejor clase. caminos: los locales de herradura y ásperos, la ant. carretera de Madrid á Zaragoza, en mal estado, otro carril que enlazando con la misma carretera conduce por Molina á Teruel y Valencia, y otra vereda de herradura que por ser mas breve que la carretera acostumbran tomar los arrieros. correo: se recibe y despacha en la adm. de Molina por un cartero. prod.: trigo, centeno, cebada, avena, guisantes, guijas, garbanzos, lentejas y yeros; cria ganado lanar, cabrio, mular, asnal y de cerda, abundante caza de perdices y conejos. ind.: la agrícola, algunos telares de lienzos ordinarios y lana, y varios de los oficios mas indispensables. comercio: la esporiacion de frutos sobrantes, ganado y lana, é importacion de los art. de primera necesidad de que carecen. pobl.: 59 vec., 165 alm. cap. prod.: 840,500 rs. imp.: 67,240. contr. 3,517. presupuesto municipal 1,200 rs., se cubre con los productos de pastos y leñas perdidas de la deh. con parte de los alquileres de la posada pública y el déficit por reparto vecinal.
(Madoz, 1847, pp. 557-558)

El municipio de Concha desapareció en 1973, al ser incorporado, junto a los de Amayas y Labros, al término municipal de Tartanedo.
La población ha experimentado un descenso continuado desde la década de 1950, hasta llegar en 2011 a un censo de 10 habitantes.

## Demografía
| Gráfica de evolución demográfica de Concha entre 1842 y 1970 |
| |
| Población de derecho según los censos de población del INE Población de hecho según los censos de población del INEEntre el censo de 1981 y el anterior, este municipio desaparece porque se integra en el municipio Tartanedo |

## Patrimonio
- Iglesia parroquial de San Juan Bautista, a las afueras de la población, fue construida en el siglo XVI y reformada en el siglo XVII. Es de planta rectangular de una sola nave, bóveda de cañón y crucería sencilla, excepto en la cabecera, con ábside poligonal y contrafuertes. La torre es igualmente de planta rectangular, separada en dos partes, la primera en mampostería y sillar, al igual que el resto de la iglesia, y la parte superior totalmente de sillar, con vanos en arco de medio punto. La portada se abre también en arco de medio punto, en donde se puede leer "Yglesia de Asilo".

- Ermita de la Asunción, situada a las afueras del pueblo junto a las eras. Es de planta rectangular con dos puertas en arco de medio punto, situadas en los laterales y una de ellas tapiada. Su retablo está depositado en el Museo Diocesano de Arte Antiguo de Sigüenza.
- El casco urbano se divide en dos partes: la de arriba, a la que llaman el Pimpollo, y la de abajo, que está junto a la carretera y es donde se concentra la mayoría de las viviendas, en torno a las dos plazas, la del Juego de la Pelota y la de la Fuente, con el pilón. Al borde del Camino Real y a escasos metros de la Fuente, se encuentra la casa del Mayorazgo, levantada en el siglo XVII por la familia López Mayoral.

## Festividades
Las fiestas patronales se celebran en honor a San Juan Bautista, el 24 de junio, y San Roque, el 16 de agosto.